# 大湯温泉スキー場
大湯温泉スキー場（おおゆおんせんスキーじょう）は、かつて新潟県魚沼市上折立に所在したスキー場。2020-2021シーズンをもってスキー場としての営業を終了した。

## 概要
1960年（昭和35年）に湯之谷村（当時）の村営スキー場としてオープン。
湯之谷温泉郷・大湯温泉の温泉街に隣接。ファミリー客が多いもののゲレンデは急傾斜と狭さゆえ初心者向きではなかった。リフトは1基のみ、駐車場も50台程度であり魚沼市内では最も規模の小さいスキー場であった。
2月末にはイベント「スキーカーニバル」が開催される。

## アクセス
温泉街に隣接しているため、湯之谷温泉郷を参照。